# Mariinskij Posad
Mariinskij Posad (ros. Мариинский Посад) – miasto w Rosji, w Czuwaszji, 36 km na wschód od Czeboksar, nad Wołgą. W 2009 liczyło 10 127 mieszkańców.